# Vicent Enrique i Tarancón

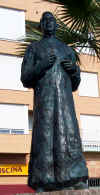
Estàtua de Tarancón a Borriana

Vicent Enrique i Tarancón (Borriana, Plana Baixa, 14 de maig de 1907 - València, 28 de novembre de 1994), fou un cardenal valencià reconegut pel seu rellevant paper conciliador durant la transició espanyola al capdavant de la Conferència Episcopal Espanyola. També va ser membre de la Reial Acadèmia Espanyola.

## Biografia
Vicent Enrique i Tarancón fill de Manuel Enrique Urios i Vicenta Tarancón Fandos va nàixer a Borriana el dia 14 de maig de 1907, al si d'una família de tradició llauradora. Després de seguir estudis eclesiàstics al Seminari de Tortosa es va doctorar en Teologia i va ser ordenat sacerdot el 1929. Dos anys més tard es va traslladar a Madrid on es va integrar als equips propagandístics que durant la Segona República recorrien Espanya fent promoció d’Acción Católica. Acabada la guerra civil, després d'haver ocupat els càrrecs d'arxiprest a Vinaròs i Vila-real, amb 38 anys va ser promogut bisbe de Solsona. En aquesta diòcesi romandria fins al 1964, quasi dues dècades, potser perquè algunes de les seues pastorals varen presentar un lleu caire social que no varen agradar al règim de la dictadura franquista.
Després d'exercir com a bisbe d'Oviedo durant cinc anys, el 1969 va ser nomenat arquebisbe de la Seu Primada de Toledo, i rebé els honors cardenalicis de mans del papa Pau VI (cardenal del títol de S. Giovanni Crisostomo a Montesacro Alto), i el 1971 va passar al davant de l'arxidiòcesi de Madrid-Alcalá, alhora que era elegit President de la Conferència Episcopal Espanyola. En aquest càrrec, que va ocupar fins al 1981, el cardenal Enrique i Tarancón va esdevenir una peça clau del canvi de rumb en un cert sentit modernitzador que durant algun temps va adoptar l'Església Catòlica, com a conseqüència dels debats del Concili Vaticà II, del qual va ser un fidel executor. En la seua condició de cardenal va participar en els conclaves d'agost i octubre de 1978 que elegiren els papes Joan Pau I i Joan Pau II, respectivament.

## Protagonista en la Transició democràtica
D'aquesta manera, i enfrontant l'agressiva irritació dels dirigents franquistes, el cardenal Tarancón va representar un important paper conciliador durant els anys finals de la dictadura i el pas de la societat espanyola cap a un sistema democràtic, defenent per una banda la independència de l'Església enfront de l'Estat i al mateix temps la consolidació de la legalitat emanada de la Constitució de 1978. Especial impacte varen presentar les seues homilies en el moment de la mort del dictador Franco i sobretot en la missa d'acció de gràcies per la proclamació del rei Joan Carles I en l'església madrilenya dels Jerónimos, considerada com un símbol de l'inici de la Transició política, en la qual va ser un destacat protagonista com a hàbil interlocutor entre els nous poders polítics i els estaments eclesiàstics.
L'abril del 1983 el Papa li va acceptar la renúncia, oficialment per motius de la seua edat, tot i que el Cardenal, sempre lleial amb la jerarquia catòlica, es presentava ja com una persona discretament desencantada pel fre al progrés que l'Església oficial tornava a presentar, abocant-se novament a postures cada vegada més conservadores. Es va retirar a una finca privada al terme d'Almassora, molt a prop del Termet de la Mare de Déu de Gràcia (Vila-real) i de totes les seues velles amistats de Borriana i Vila-real, i va morir a València el 27 de novembre de 1994. Està soterrat a la Col·legiata de San Isidro de Madrid.

## Activitat cultural
Escriptor incessant, entre les seues obres cal esmentar La renovación total en la vida cristiana (1954), Los seglares en la Iglesia (1958), Sucesores de los apóstoles (1960), La parroquia, hoy (1961), La Iglesia en el mundo de hoy (1965), El sacerdocio a la luz del Concilio Vaticano II (1966), La crisis de fe en el mundo actual (1968), Liturgia y lengua del pueblo (1970), Unidad y pluralidad en la Iglesia (1970), Cartas a un cristiano (1987). Va ser també autor de multitud de ponències, conferències i articles periodístics, protagonista de diversos llibres d'entrevistes i estudis sobre la seua persona, i va iniciar una mena d'autobiografia amb el títol de Confesiones.
Va ser membre de l'Acadèmia Espanyola de la Llengua, des d'on va defendre i afermar la unitat filològica del valencià amb el català; membre del Consell Valencià de Cultura, on va presidir la Comissió de Promoció Cultural; havia estat investit doctor honoris causa per la Universitat Politècnica de València.
A Vila-real, on tot just va exercir pastoralment com a arxipreste entre el juliol de 1943 i el novembre de 1945, va ser nomenat fill adoptiu el 31 d'octubre de 1969 i es dedicaren al seu nom una important avinguda i el Centre Associat de la Universitat a Distància, i el setembre de 2006 li ha estat erigit un monument, obra de l'escultor Enrique Gimeno.